# Sphegigaster orobanchiae
Sphegigaster orobanchiae är en stekelart som beskrevs av Kurdjumov 1912. Sphegigaster orobanchiae ingår i släktet Sphegigaster och familjen puppglanssteklar.
Artens utbredningsområde är:
- Ungern.
- Iran.
- Irak.
- Italien.
- Ukraina.

Inga underarter finns listade i Catalogue of Life.